# Francisco Javier de Oriamuno y Vázquez Meléndez
Francisco Javier de Oreamuno y Vázquez-Meléndez (n. Ciudad de Panamá, Panamá, alrededor de 1707 - m. Cartago, Costa Rica, 2 de setiembre de 1762) fue un militar y funcionario indiano, que gobernó interinamente la provincia de Costa Rica de 1747 a 1748 y de 1760 a 1762.

## Datos familiares
Fue hijo de José Antonio de Oriamuno y González Carrasco y Josefa Vázquez Meléndez. Casó en Cartago, Costa Rica, en 1732, con Ana Efigenia García de Estrada y González Correa, hija de Domingo García de Estrada y García y Catalina González Correa. Hijo de este matrimonio fue José Antonio de Oreamuno y García de Estrada, casado con María de la Encarnación Muñoz de la Trinidad y Arburola. 

## Carrera pública
Se radicó muy joven en Costa Rica, donde fue gobernador de 1720 a 1727 su pariente político Diego de la Haya Fernández. Llegó a alcanzar el grado de capitán en las milicias de Costa Rica.
Fue teniente de gobernador en 1747, 1753, 1759 y 1760. 
En calidad de teniente de gobernador, asumió el mando político de Costa Rica el 5 de noviembre de 1747 por muerte del gobernador Joan Gemmir i Lleonart y Fontanills. El 22 de enero de 1750 lo entregó a don Luis Díez Navarro y Albuquerque, nombrado como gobernador interino desde el 22 de noviembre de 1747. 

## Gobernador interino de Costa Rica
En calidad de teniente de gobernador, el 5 de marzo de 1760 asumió interinamente el mando político de Costa Rica debido a la ausencia del gobernador titular don Manuel Soler (Gobernador de Costa Rica). El 19 de noviembre de 1760 fue nombrado gobernador interino de Costa Rica por la Real Audiencia de Guatemala, debido a la incapacidad mental del gobernador Soler y por no haber aceptado el cargo de gobernador interino don Juan Antonio de la Peña Medrano y Sanz de Espiga.
En marzo de 1761 los indígenas nortes destruyeron el pueblo de Cabagra y atacaron el de San Francisco de Térraba. En junio de 1762 los zambos mosquitos saquearon el valle de Matina y se llevaron 23 o 24 prisioneros.
En 1762 los indígenas del pueblo de Barva se quejaron de los vecinos de Cubujuquí (Heredia), con base en las Ordenanzas de Novoa Salgado.
Murió en el ejercicio del cargo. El mando político fue asumido por su hermano José Antonio de Oreamuno y Vázquez Meléndez, teniente de gobernador.
Su nieto Joaquín de Oreamuno y Muñoz de la Trinidad fue comandante general de armas de Costa Rica en 1823.